# Între pământ și cer
Între pământ și cer este un film românesc din 1982 regizat de Paula Segall, Doru Segall.